# Rue de la Demi-Lune (Strasbourg)
Pour les articles homonymes, voir Rue de la Demi-Lune.
La rue de la Demi-Lune  (en alsacien : Halbmondgass) est une rue de Strasbourg rattachée administrativement au quartier Gare - Kléber. Elle va de la rue Sainte-Barbe à la rue des Francs-Bourgeois, avant de se prolonger par la rue du Vieux-Seigle.

## Toponymie

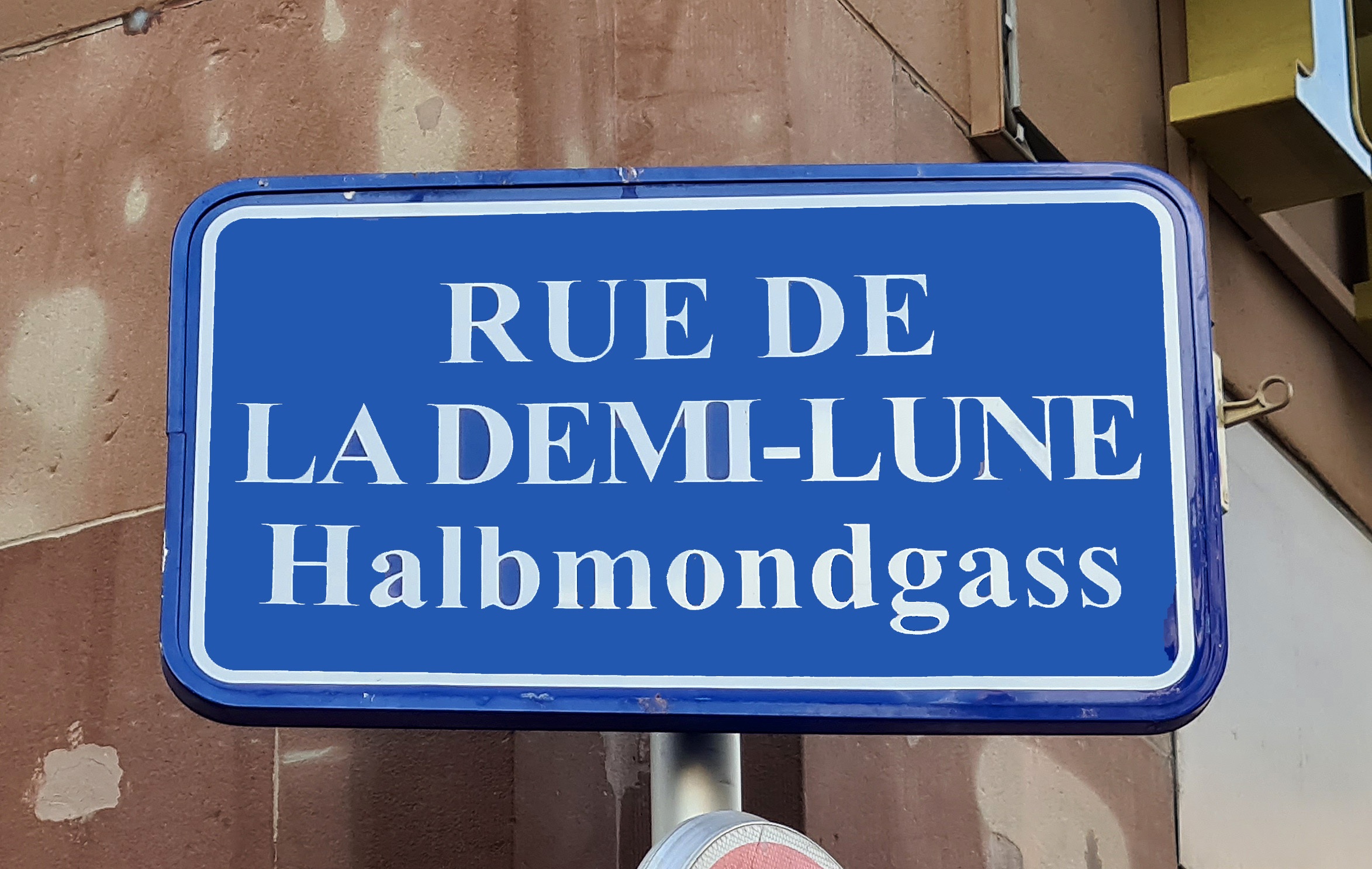
Plaque bilingue, en français et en alsacien.

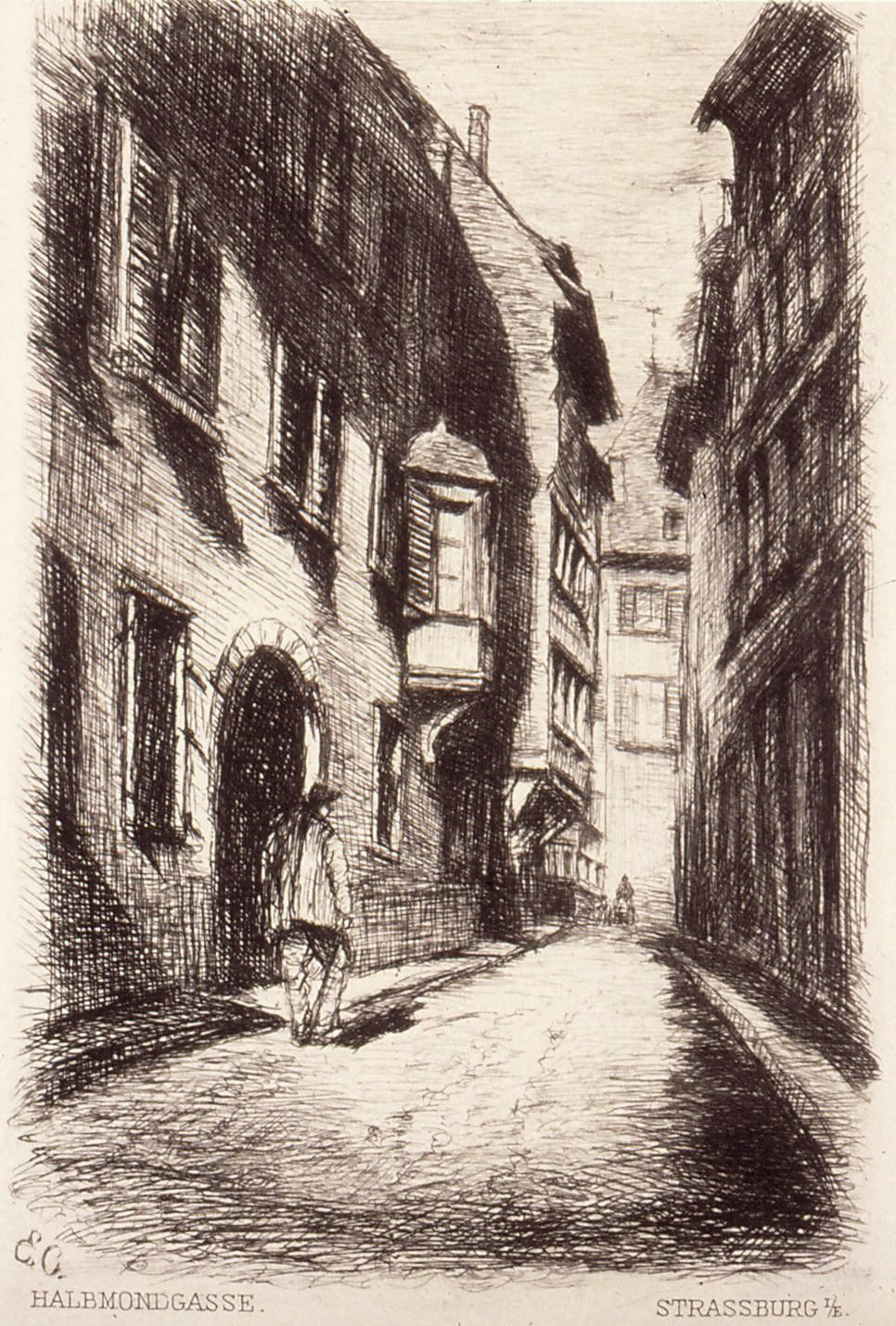
Élise Gérold (vers 1880).

Avant d'être appelée Petite rue Sainte-Barbe, puis de porter son nom actuel, la voie faisait partie intégrante de la rue Sainte-Barbe.

Du XIIIe au XVIe siècle on la situe d'abord Under Kürsenern, c'est-à-dire dans le quartier des pelletiers. On l'appelle aussi St. Bärbeln, d'après le nom d'une chapelle citée en 1478, puis Barbaragasse (1634), rue des Petits-Capucins (XVIIIe siècle), Petite rue Sainte-Barbe ou des Capucins (1765), Derrière la Lanterne (1786). Elle prend pour la première fois son nom actuel en 1793. À la Révolution elle est renommée rue de la Jeunesse. Puis la dénomination se stabilise : rue de la Demi-Lune (1817, 1918, 1945), Halbermondgasse (1817) ou Halbmondgasse (1872, 1940). Ce nom fait référence à l'auberge À la Demi-Lune, citée en 1767,.
Des plaques de rues bilingues, à la fois en français et en alsacien, sont mises en place par la municipalité à partir de 1995. C'est le cas de la Halbmondgass.

## Bâtiments remarquables

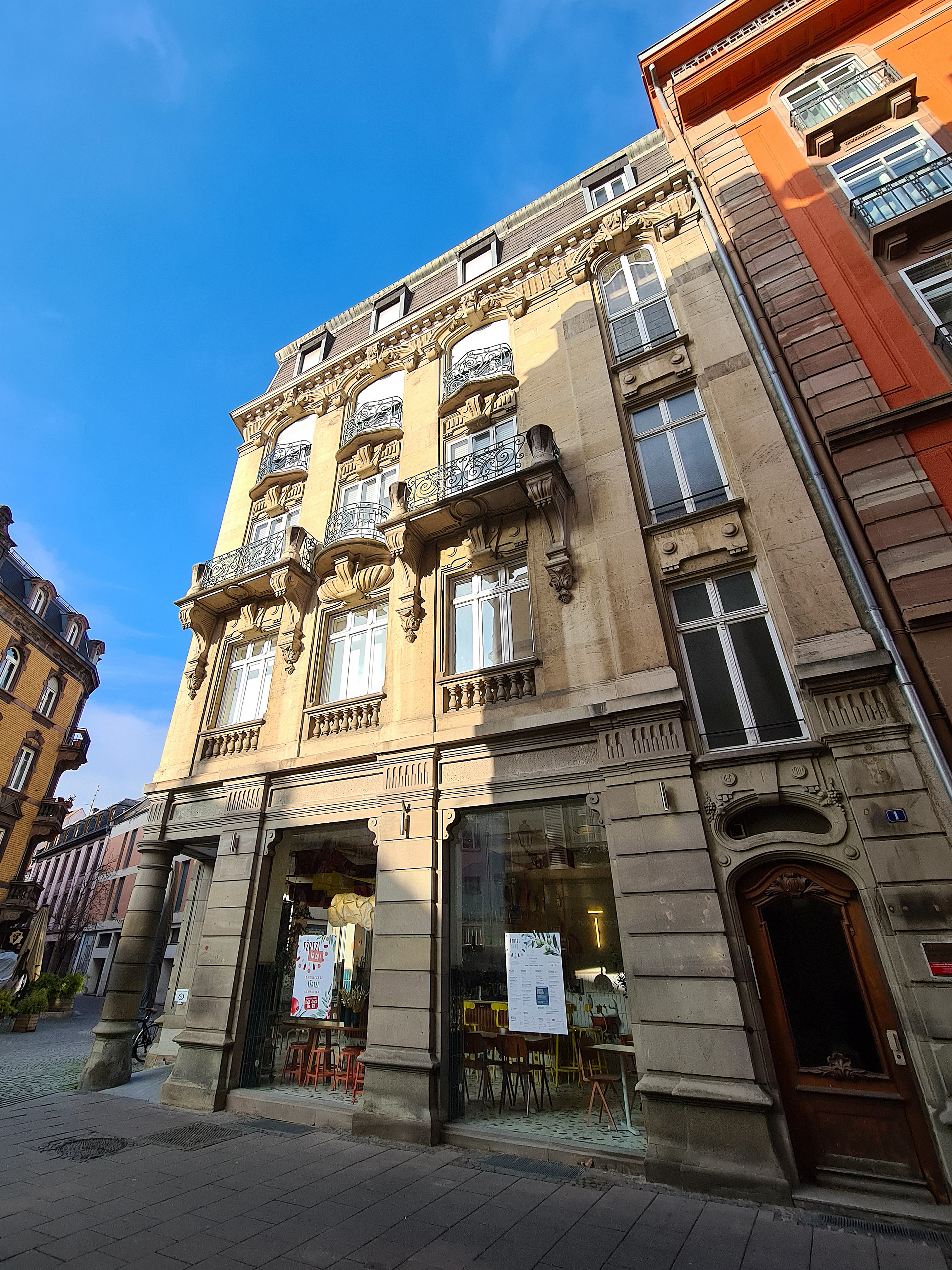
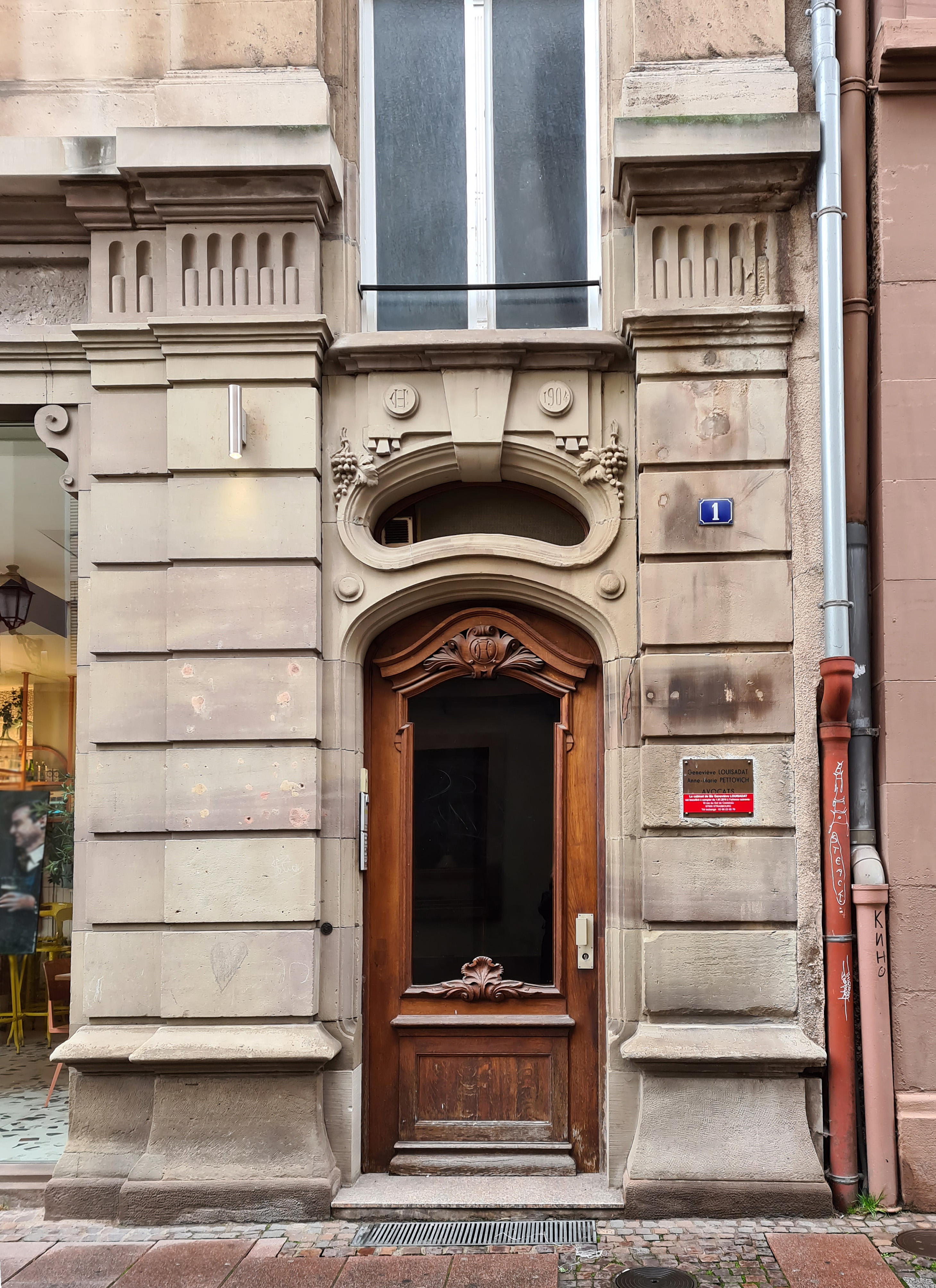
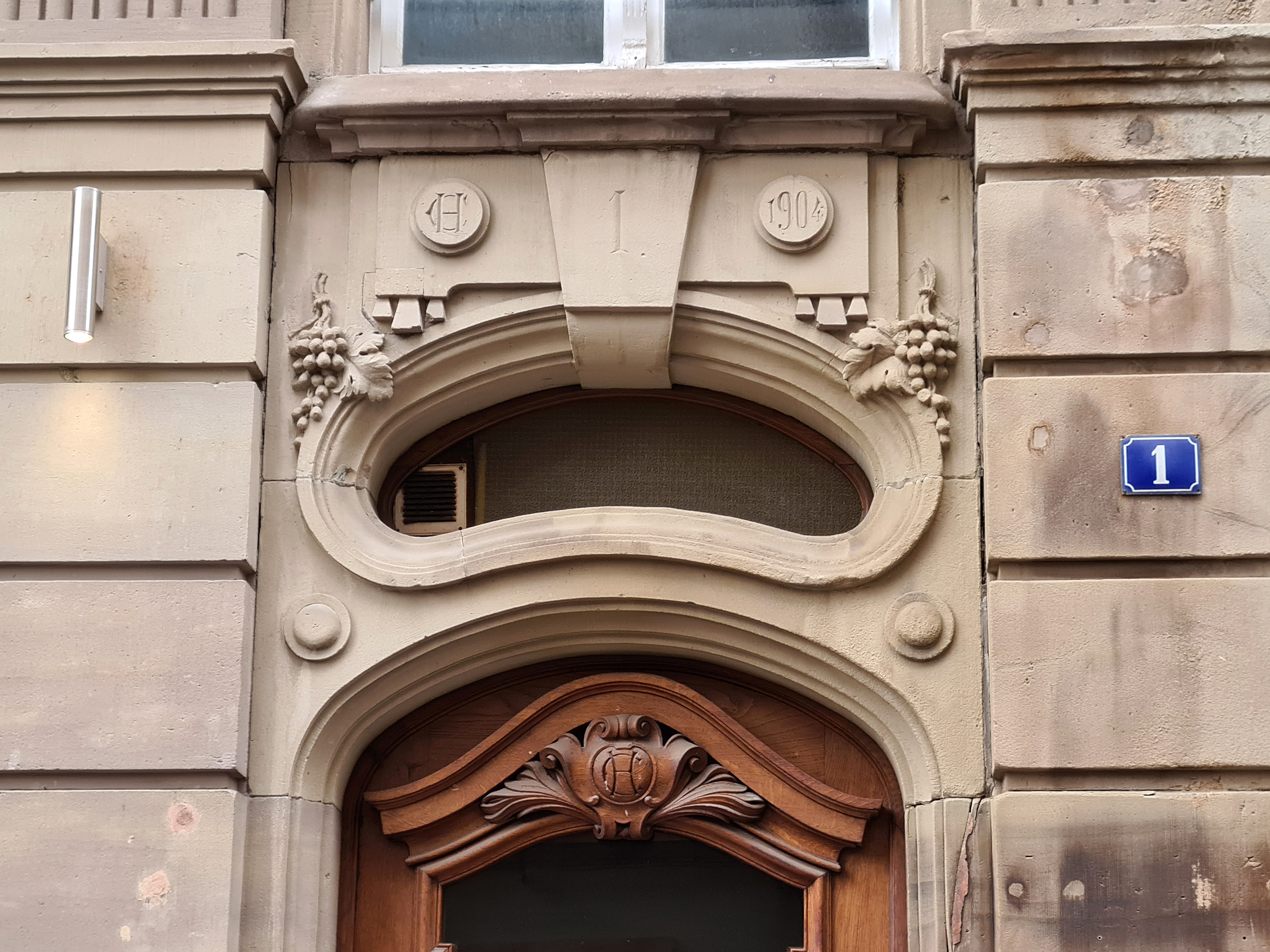

no 1 : Formant l'angle avec le no 13 de la rue Sainte-Barbe, cet immeuble de style néo-baroque a été construit en 1904 par Armand Richshoffer (1859-1937) pour Charles Hahn, pionnier du cinéma en Alsace, dont les initiales (« C. H. ») figurent à côté de la date de construction sur le linteau surmontant une baie en forme de gueule béante au-dessus de la porte d'entrée.
En 1910, Charles Hahn obtient le droit de faire des représentations en plein air dans le jardin de son Wintergarten.